# 남치근
남치근(南致勤, ？ ~ 1570년)은 조선의 무신이다. 자는 근지이며, 본관은 의령이다. 중종 때 무과에 급제하여 병마절도사, 동지중추부사를 지내고 명종 때 왜구의 침입을 막지 못한 제주 목사 김충렬의 후임 목사가 되어 이를 격퇴하였다. 1560년에는 한성부 판윤에 승진하였으며, 이 해 경기, 황해, 평안 3도 토포사가 되었다. 1562년에는 황해도의 의적 임꺽정을 잡았다
남치근은 선조3년 1570년에 향년 73세 나이로 사망했다.

## 참고 자료
- 이 문서에는 다음커뮤니케이션(현 카카오)에서 GFDL 또는 CC-SA 라이선스로 배포한 글로벌 세계대백과사전의 내용을 기초로 작성된 글이 포함되어 있습니다.